# Esra Yıldız
Esra Yıldız (født 4. juli 1997) er en tyrkisk bokser.
Hun repræsenterede Tyrkiet ved sommer-OL 2020 i Tokyo, hvor hun blev elimineret i kvartfinalen.
Ved sommer-OL 2024 i Paris vandt hun bronze.